# Гастрит
Гастритът е медицинско наименование на възпаление на лигавицата на стомаха. Следствие от него е придвижването на бели кръвни клетки в стените на стомаха като отговор на някакъв тип дразнене или увреда. Наличието на гастрит не означава сериозна увреда от типа на язвата или рак на стомаха, а може да се опише като развитие на възпалителна реакция.

## Етимология на думата
През на френски gastrite, производно от на гръцки γαστργο, стомах – „вид стомашно страдание“.

## Причини за поява
Гастритът може да се предизвика от инфекции, причинени от бактерии (напр. Helicobacter pylori), навлизане на жлъчни сокове от дванадесетопръстника, както и от масивна консумация на алкохол или определени храни (в това число и лекарства – например аспирин). Често като причина се изтъква и повишено напрежение или емоционален стрес.

## Симптоми
- тъпи или остри болки в стомаха;
- гадене;
- безсъние, вследствие на болката.

## Лечение
Гастритът подлежи на лечение, като това включва процедури за понижаване на стомашната киселинна секреция, избягването на определени храни (лютиви или богати на мазнини), шоколад, шоколадови изделия, алкохол, груби храни (зеле, боб и пр.) и индуциращите го лекарства.